# NGC 4223
NGC 4223 = IC 3102 ist eine linsenförmige Galaxie mit aktivem Galaxienkern vom Hubble-Typ S0/a im Sternbild Jungfrau auf der Ekliptik. Sie ist schätzungsweise 96 Millionen Lichtjahre von der Milchstraße entfernt und hat einen Durchmesser von etwa 75.000 Lichtjahren. Die Galaxie ist unter der Katalognummer VCC 234 als Mitglied des Virgo-Galaxienhaufens gelistet. Gemeinsam mit der Zwerggalaxie PGC 39424 bildet sie ein interagierendes Paar.

Im selben Himmelsareal befinden sich u. a. die Galaxien NGC 4215, NGC 4235, NGC 4241, NGC 4246. 
Das Objekt wurde am 13. April 1784 von Wilhelm Herschel entdeckt.